# Montemayor
Montemayor est une ville d’Espagne, dans la province de Cordoue, communauté autonome d’Andalousie.

## Géographie
Située à environ 30 km au sud de Cordoue, sur l'axe Cordoue-Málaga, vignobles et oliveraies s'étendent à perte de vue.
Voisine de la ville de Montilla, elle se trouve sur la route des vins. Cette région est localement connue sous le nom de Campina sur.

## Histoire
La ville était nommé Ulia pendant l'antiquité, dans la province d'Hispanie ultérieure.
Lors de la seconde campagne hispanique de la Guerre civile de César, hormis quelques cités dont Ulia, presque toutes les villes de la province passent du côté des optimates, les opposants à César. Le dirigeant de la faction pompéienne Titus Labienus était en train d'en faire le siège lors de l'arrivée en Hispanie des troupes de César. Il se retranchera vers la ville de Munda où il perdra la vie lors d'une bataille décisive.
En récompense, César renommera la ville en Ulia Fidentia.